# Bear Creek (Texas)
Pour les articles homonymes, voir Bear Creek.
Bear Creek est un village situé dans le comté de Hays, dans l’État du Texas, aux États-Unis. Sa population s’élevait à 382 habitants lors du recensement de 2010.